# La Marcelle
La Marcelle » est un cotre basé à Boyardville (Ile d'Oléron, Charente Maritime), c'est ancien canot de sauvetage du paquebot anglais RMS Queen Elizabeth

## Caractéristiques
Le navire est construit en bois et bronze. Il mesure 11 mètres de long.
Il dispose sur son mât unique d'une grand-voile aurique et d'un flèche. Il à trois focs à l'avant.

## Historique
La Marcelle est un ancien canot de sauvetage du paquebot anglais RMS Queen Elizabeth dont la construction a débuté en 1936 pour une mise en service en 1940.
La Marcelle a ensuite été restaurée dans les années 60 pour le rendre habitable, ajouter une salle de moteur, des toilettes a l'arrière, une cabine avec cuisine, deux couchettes latérales avec table et banquette et un carré a l'avant. Depuis 1995, il appartient à René Brassens. À partir de 1996, il effectue des traversés autour du Fort Boyard et de l'île d'Aix, pour cet usage, le propriétaire a retiré un mât et a fait des arrangements pour pouvoir transporter 18 passagers et deux membres d'équipage.

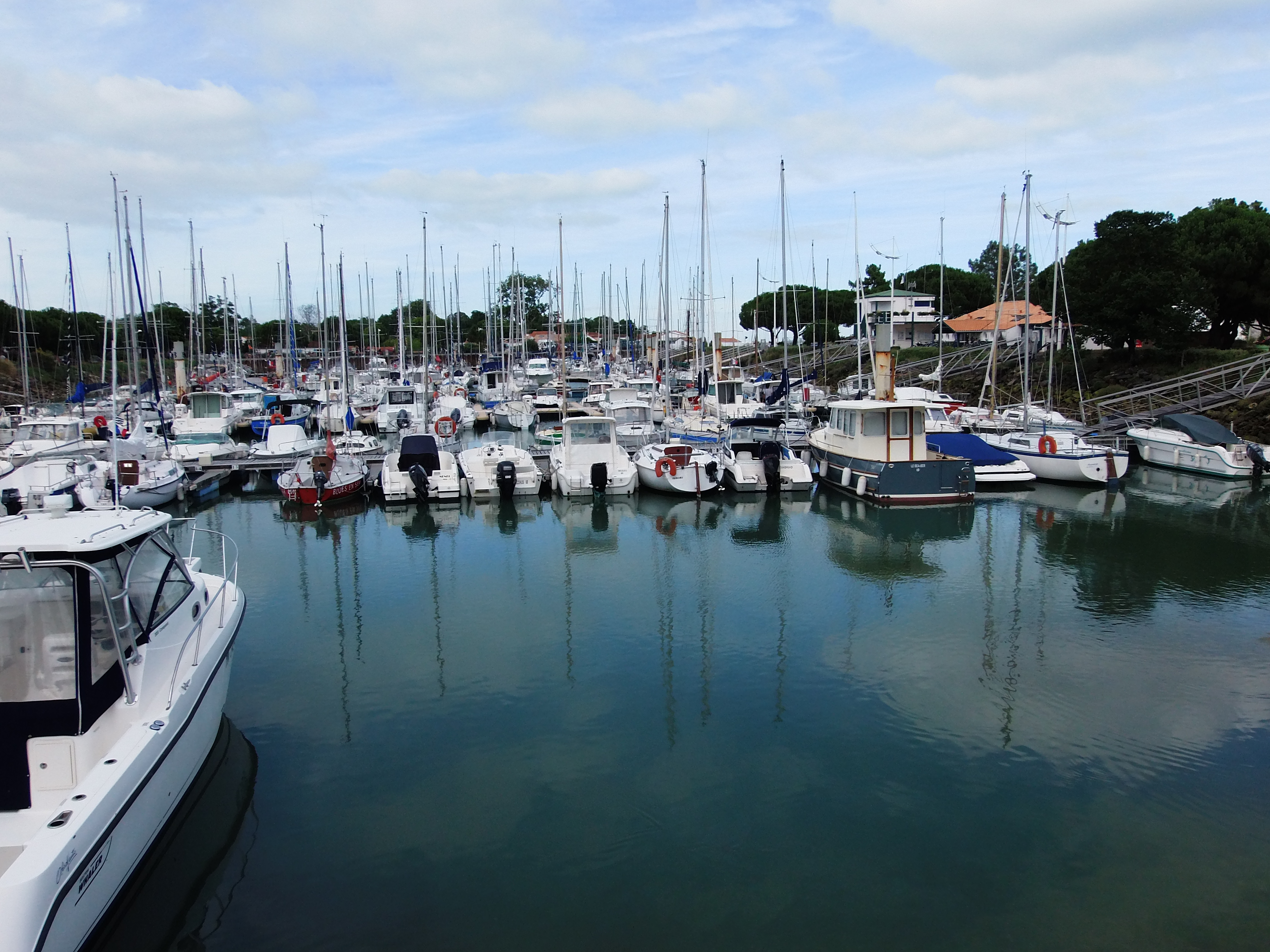
Port de Boyardville